# Mygalopsis
Mygalopsis is een geslacht van rechtvleugeligen uit de familie sabelsprinkhanen (Tettigoniidae). De wetenschappelijke naam van dit geslacht is voor het eerst geldig gepubliceerd in 1891 door Redtenbacher.

## Soorten
Het geslacht Mygalopsis omvat de volgende soorten:
- Mygalopsis ferruginea Redtenbacher, 1891
- Mygalopsis marki Bailey, 1980
- Mygalopsis pauperculus Walker, 1869
- Mygalopsis sandowi Bailey, 1980
- Mygalopsis thielei Bailey, 1980